# Karaitisk judendom
Karaitisk judendom är en gren av judendomen som förkastar den muntliga traditionen. Karaitisk judendom erkänner bara Tanakh som religiös urkund. Rörelsen framträdde i Bagdad (nuvarande Irak) i slutet av 600-talet och grundades av Anan ben David. Inriktningens trosutövare benämns karaiter (karéer, efter hebreiska karaim, ’skriftläsare’).

## Inriktning
Karaiterna förlitar sig på Tanakh som enda religiösa skrift och förkastar den muntliga lagen (Talmud, Mishnah och Gemara.) Trosgrundaren ben David utgick i sin lära endast från den skrivna Tanakh. Guds rena och sanna ord fanns således endast i Gamla testamentet. Han såg denna tolkning som en fortsättning på den gammaljudiska traditionen och sig själv som efterföljare till esseerna från Qumran. Alla skulle på egen hand grundligt studera Gamla testamentet och tyda texten enligt sina egna föreställningar. Ingen troende fick följa föreskrifter vilkas innebörd han eller hon inte förstått efter en egen grundlig genomläsning, detta bud förklarar sektens namn, ty ordet "kara" betyder "läsa".
Troligtvis har den sadduceiska bokstavstron bibehållit sig hos karaiterna.[källa behövs]

## Historik
Historiskt sett antas karaiter vara en kombination av judiska grupper från Mesopotamien som förkastade den talmudiska traditionen då de ansåg den vara ett mänskligt påfund.
Idag finns det runt 30 000 karaitiska judar (karaiter). Merparten bor i Israel, men många finns även i Turkiet och USA. En historiskt intressant folkspillra är karaimerna, turkisktalande karaiter som under medeltiden utvandrade från Svartahavsområdet till Litauen och där resterna av folket än idag behåller sin judiskt karaitiska tro.